# Ambassade d'Inde en France
L'ambassade d'Inde en France est la représentation diplomatique de la république de l'Inde auprès de la République française. Elle est située 15, rue Alfred-Dehodencq dans le 16e arrondissement de Paris, la capitale du pays. Son ambassadeur est, depuis 2025, Sanjeev Singla.

## Liste des ambassadeurs
La représentation indienne en France a débuté en 1949. 26 chefs de mission se sont succédé jusqu'à ce jour.
| Date de nomination                                                       | Date de nomination                                                       | Date de remise des lettres de créance                                    | Date de remise des lettres de créance                                    | Diplomate                                                                |
| En qualité d'ambassadeurs extraordinaires et ministres plénipotentiaires | En qualité d'ambassadeurs extraordinaires et ministres plénipotentiaires | En qualité d'ambassadeurs extraordinaires et ministres plénipotentiaires | En qualité d'ambassadeurs extraordinaires et ministres plénipotentiaires | En qualité d'ambassadeurs extraordinaires et ministres plénipotentiaires |
| ------------------------------------------------------------------------ | ------------------------------------------------------------------------ | ------------------------------------------------------------------------ | ------------------------------------------------------------------------ | ------------------------------------------------------------------------ |
| ?                                                                        |                                                                          | 30 septembre 1991                                                        | [ JORF 1 ]                                                               | Chetput Venkatasubban Ranganathan                                        |
| ?                                                                        |                                                                          | 6 avril 1998                                                             | [ JORF 2 ]                                                               | Kanwal Sibal                                                             |
| ?                                                                        |                                                                          | 3 juillet 2002                                                           | [ JORF 3 ]                                                               | Savitri Kunadi                                                           |
| ?                                                                        |                                                                          | 2 juillet 2004                                                           | [ JORF 4 ]                                                               | Dilip Lahiri                                                             |
| ?                                                                        |                                                                          | 30 septembre 2005                                                        | [ JORF 5 ]                                                               | Tirumalai Cunnavakum Anandanpillai Rangachari                            |
| ?                                                                        |                                                                          | 22 décembre 2011                                                         | [ JORF 6 ]                                                               | Rakesh Sood                                                              |
| ?                                                                        |                                                                          | 11 juillet 2013                                                          | [ JORF 7 ]                                                               | Arun Kumar Singh (en)                                                    |
| ?                                                                        |                                                                          | 6 juillet 2015                                                           | [ JORF 8 ]                                                               | Mohan Kumar                                                              |
| ?                                                                        |                                                                          | 13 octobre 2017                                                          | [ JORF 9 ]                                                               | Vinay Mohan Kwatra                                                       |
| ?                                                                        |                                                                          | 5 octobre 2020                                                           | [ JORF 10 ]                                                              | Jawed Ashraf                                                             |
| ?                                                                        |                                                                          | 2025                                                                     |                                                                          | Sanjeev Singla                                                           |

## Consulats
Outre la section consulaire de son ambassade à Paris, située 20 rue Albéric Magnard dans le 16e arrondissement (dans le même pâté de maisons que l'ambassade 15 rue Alfred-Dehodencq), l'Inde possède aussi un consulat général à Marseille 397 avenue du Prado, et un à Saint-Denis en La Réunion.

## Résidence de l'ambassadeur
La résidence de l'ambassadeur se trouve au croisement de l'avenue Charles-Floquet et de la rue du Général-Lambert (7e arrondissement de Paris).

## Galerie

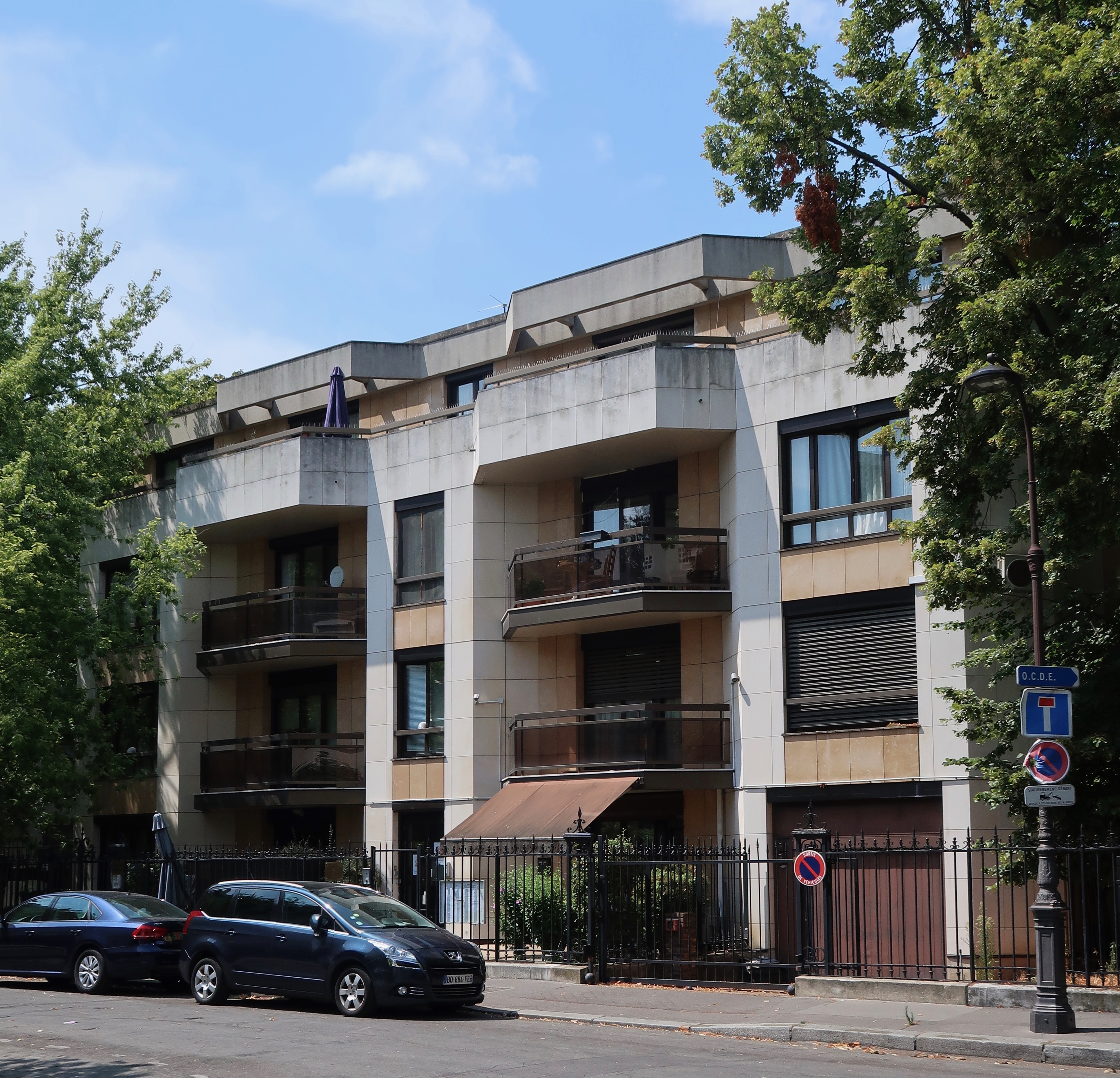
Services consulaires parisiens, 20 rue Albéric-Magnard.
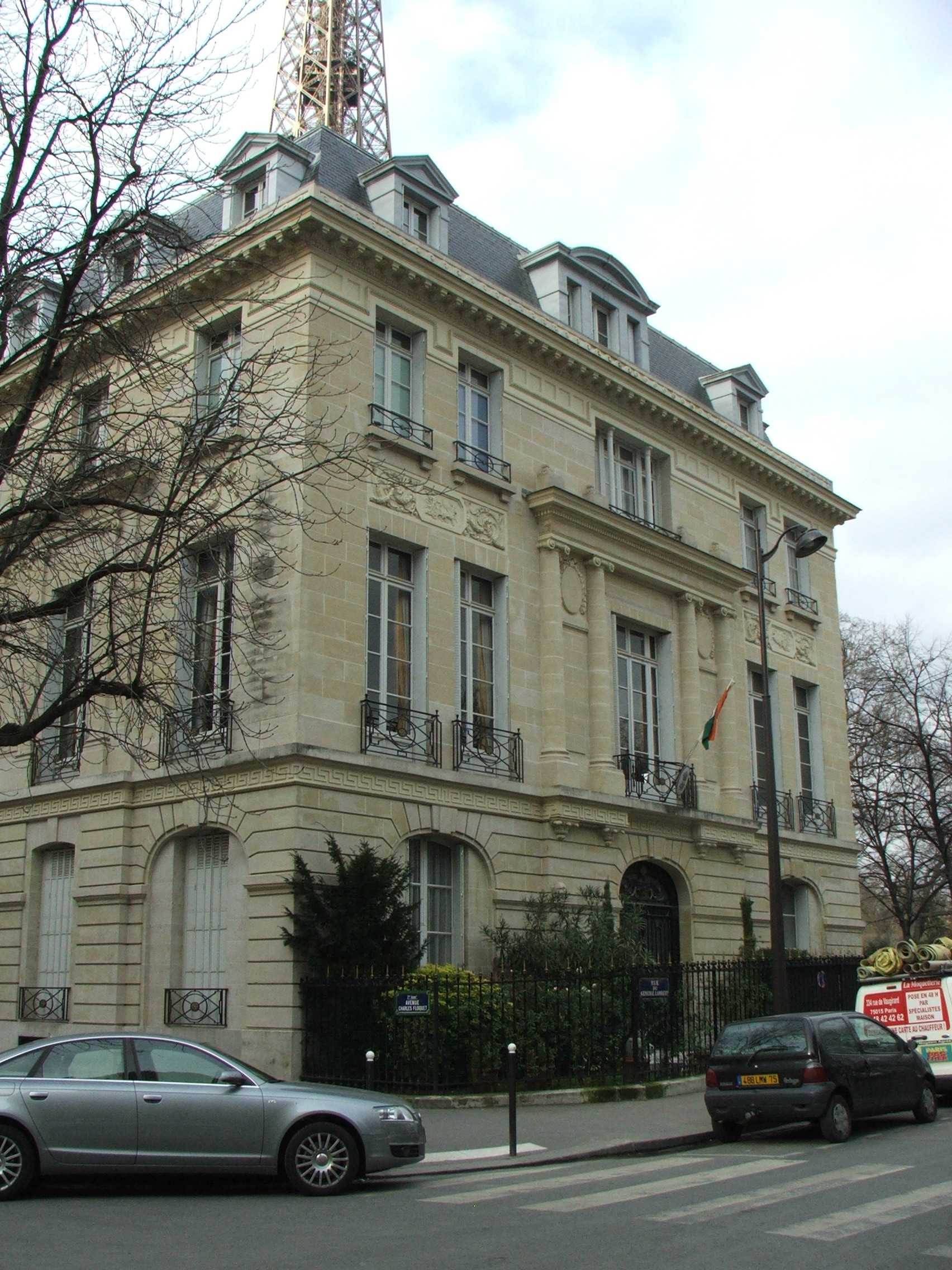
Résidence de l'ambassadeur indien.